# Смилевски конгрес
Смилевският конгрес е конгрес на Битолския революционен окръг на Вътрешната македоно-одринска революционна организация, провел се от 2 до 7 май (17 до 22 април стар стил) 1903 година. На него е потвърдено решението за вдигане на въстание взето на Солунския конгрес от януари 1903 година. Избран е генерален щаб, районните началства и дата за начало на въстанието. Уточнени и координирани са въстаническите действия.

## Подготовка на Смилевския конгрес
Окръжният комитет на Битолския революционен окръг решава в началото на май 1903 година да проведе окръжен конгрес в село Смилево съгласно решението на общия Солунски конгрес. Окръжното е разпратено в началото на април. Всички околийски комитети са известени за датата и мястото на което ще се проведе конгреса, осигуряват се 2000 души за отбрана на конгреса, който се провежда в къщата на Георги Чуранов, която той сам запалва по време на въстанието. На 2 май, когато започва конгресът, присъстват 35 делегати, но до края му се събират повече от 45. Присъстват Даме Груев, като представител на ЦК на ВМОРО, Анастас Лозанчев, Георги Пешков и Георги Попхристов – членове на окръжния революционен комитет. Борис Сарафов участва като ревизор на четите. С него са и юнкер Димитър Дечев, поручик Димитър Стойков и подпоручик Александър Панайотов.

## Районни представители
| - Битолски - Анастас Лозанчев - Георги Попхристов - Георги Пешков - Георги Сугарев - Парашкев Цветков | - Демирхисарски - Йордан Пиперката - Димитър Матлиев - Лечо Настев | - Кичевски - Тома Николов - Янаки Янев - Васил Попов - Арсо Мицков - Ванчо Мицков - Ванчо Сърбаков - Климент Групчев | - Крушевски - Никола Карев - Тома Никлев - Иван Наумов - Иван Василев      | - Участвали по право - Даме Груев - Борис Сарафов          |
| - Костурски - Васил Чекаларов - Пандо Кляшев                                                          | - Лерински - Георги Папанчев - Михаил Чеков                        | - Охридски - Лука Групчев - Христо Узунов - Тасе Христов - Деян Димитров - Смиле Войданов                            | - Прилепски - Петър Ацев - Йордан Тренков - Тале Христов - Никола Русински | - Ресенски - Славейко Арсов - Никола Кокарев - Велян Илиев |

## Обсъждания
За председател на Смилевския конгрес е избран Даме Груев, а за секретари Георги Попхристов и Парашкев Цветков. Още в началото на заседанието повторно се обсъжда взетото решение за вдигане на въстание от Солунския конгрес. Главни противници за провеждането на въстание са Петър Ацев, Христо Узунов, Никола Карев и Георги Пешков, а най-големи поддръжници за въстание са Анастас Лозанчев и Васил Чекаларов. Макар и началник на всички бойни сили в най-добре подготвения охридски район, Петър Ацев смята че оръжието е недостатъчно. Обсъжда се и какъв трябва да е характерът на въстанието – масов или партизански. Приема се от всички делегати, че мирното население не трябва да се включва във въстанието, и че не трябва да има посегателства над мирното турско население.

## Решения
Решено е въстанието да бъде партизанско, а не масово. В главния въстанически щаб с явно гласуване са избрани Даме Груев, Борис Сарафов и Анастас Лозанчев, а за техни заместници с тайно гласуване съответно Георги Попхристов, Петър Ацев и Лазар Поптрайков. Христо Матов, Пере Тошев и Гьорче Петров също са зачислени към главния щаб в случай, че пристигнат в Македония за въстанието. Битолският революционен окръг е поделен на девет околии, като начело на всяка застава горско началство от 3 – 5 души както следва:
- Битолска – Георги Сугарев, Парашкев Цветков, Иван Делов, Георги Чуранов
- Прилепска – Петър Ацев, Тале Христов, Йордан Тренков, Никола Русински (за Марихово) и Георги Пешков (за Поречие)
- Крушевска – Никола Карев, Тома Никлев, подпоручик Тодор Христов, Антиноген Хаджов и Павлов
- Демирхисарска – Георги Попхристов, Йордан Пиперката, поп Кузман Попдимитров, Христо Пасков и Димитър Матлиев
- Кичевска – Лука Джеров, Климент Групчев, Янаки Янев, Ангел Настов и Арсо Мицков
- Ресенска – Славейко Арсов, Велян Илиев, Никола Кокарев, Драган Петков и подпоручик Александър Панайотов
- Охридска – Христо Узунов, Андон Кецкаров, Наум Чакъров, Лука Групчев, Наум Цветинов
- Костурска – Васил Чекаларов, Пандо Кляшев, Лазар Поптрайков, Манол Розов и Михаил Николов
- Леринска – Георги Папанчев, Михаил Чеков, Лечо Настев и Константин Груев[3]

Градските началства се поставят изцяло в услуга на горските началства, а районните началства разделят районите си на отделни центрове и за тях избират централни войводи. Това са Никола Дечев за Демирхисарско, Кичевско и Битолско, поручик Димитър Стойков в Охридско, подпоручик Тодор Христов в Крушевско, подпоручик Александър Панайотов в Ресенско и Преспанско, подпоручик Георги Папанчев в Леринско и фелдфебел Иван Попов в Костурско. Решено е във всяка околия да има по две районни, центрови и селски чети, които да се състоят от 30 – 50 души, а в краткото останало време до въстанието да се набави максимално много оръжие. Борис Сарафов и Никола Дечев изготвят „Въстанически дисциплинарен устав“ за правата, длъжностите и наказанията за четниците, десетниците и централните и районните войводи. Конгресът се наема със задачата да координира датата на всеобщото въстание с другите революционни окръзи, като тя не трябва да е по-рано от месец юли. На конгреса районите на битолския революционен район са преразделени на географски принцип като от 9 стават 12. След въстанието е възстановена старите граници.
За решенията на конгреса поп Тома Николов известява ЦК на ВМОРО в Солун и Задграничното представителство в София с взетите решения. По време на конгреса на 4 май загива Гоце Делчев, което не се разбира за време на заседанията.